# ثقب أسود كوني
إن الثقب الأسود الكوني (black-hole cosmology) (الذي يطلق عليه أيضًا ظاهرة شفارتزشيلد الكونية أو نموذج الثقب الأسود الكوني) هو نموذج كوني حيث يكون فيه الكون المنظور في جوف ثقب أسود. طرح هذه النماذج في الأساس عالم الفيزياء النظرية راج باثريا، ثم عالم الرياضيات آي جي جود.
يتطلب أي من هذه النماذج أن يتساوى نصف قطر الكون المنظور مع نصف قطر شفارتزشيلد، بمعنى مجموع ناتج الكتلة والتناسب الثابت لشفارتزشيلد. وهذه هي الحقيقة تقريبًا على الرغم من أن معظم علماء الفلك يعتقدون أن هذا التشابه الذي يقترب من التطابق يعد مصادفة لا أكثر.
ووفقًا للرؤية التي طرحها في الأساس كل من باثريا وجود والتي أجرى عليها نيكوديم بوبلاوسكي دراسات مؤخرًا من بين علماء آخرين؛
 فإن الكون المنظور يقع في قلب ثقب كبير يمثل أحد الثقوب العديدة المحتمل وجودها في داخل كون أكبر أو في داخل نظام متعدد الأكوان.
ووفقًا لنظرية النسبية العامة، فإن الانهيار الناجم عن الجاذبية بالنسبة لكتلة مدمجة يمثل ثقبًا واحدًا أسود وفقًا لمعادلة شفارتزشيلد. وتعد نظرية أينشتاين-كارتان-سكياما-كيبل الخاصة بالجاذبية، بمثابة حلقة وصل عادية بين أينشتاين وروزين أو ثقب دودي. وتختلف الثقوب الدودية لشوارتزشيلد عن الثقوب السوداء لشوارتزشيلد، وذلك وفقًا للحلول الرياضية الخاصة بالنسبية العامة ونظرية أينشتاين كارتان. ولكن بالنسبة للمراقبين من على بعد، فإن الجوانب الخارجية لكلا الحلين اللذين يتميزان بكتلة واحدة لا يمكن التمييز بينهما. توسع نظرية أينشتاين-كارتان من نظرية النسبية العامة من خلال إزالة التقييد الخاص بتماثل الصلة القريبة والإشارة إلى الجزء غير المتماثل بها، عامل شد الالتواء كعامل متغير ديناميكي. يعد الالتواء عادة مسئولاً عن الكمية الميكانيكية، الزخم الزاوي الحقيقي (لف مغزلي) للأجسام. يؤدي الاقتران الأقل بين الالتواء وسبينورات ديراك إلى توليد تفاعل تنافري بين الملفين والذي يتميز بأهميته البالغة في السببية الفرميونية في الكثافات المرتفعة للغاية. يؤدي هذا التفاعل إلى منع تكوين خصوصية الجاذبية. وبدلاً من ذلك، تصل السببية المنهارة إلى كثافة هائلة ولكنها محدودة وترتد مكونة الجانب الآخر من حلقة الوصل بين أينشناين وروزين والتي تنشئ كونًا جديدًا. وفقًا لذلك، فإن الانفجار العظيم كان عبارة عن انعكاس غير فردي لـنظرية الارتداد العظيم الذي يقف عنده الكون ويكون له حد أدنى من التوازن.

## مواضيع مرتبطة
- السفر بين المجرات
- فضاء كوني
- ماء كوني
- عالم كونيات